# Cornel Dinu
Cornel Dinu (Târgoviște, 2 d'agost de 1948) fou un futbolista romanès de la dècada de 1970.
Pel que fa a clubs, destacà al Dinamo București. Fou 75 cops internacional amb Romania entre 1968 i 1981 i participà en el Mundial de 1970. Va rebre la medalla al mèrit esportiu el 2008 (Ordinul „Meritul Sportiv”).

## Palmarès

### Jugador
Dinamo București
- Lliga romanesa de futbol: 1970–71, 1972–73, 1974–75, 1976–77, 1981–82, 1982–83
- Copa romanesa de futbol: 1967–68, 1981–82

Individual
- Futbolista romanès de l'any: 1970, 1972, 1974

### Entrenador
Dinamo București
- Lliga romanesa de futbol: 1999-2000
- Copa romanesa de futbol: 1999–2000, 2000–01